# 2022 FIFAワールドカップ・大陸間プレーオフ
本項では、カタールで開催される2022 FIFAワールドカップの出場国を決めるために2022年6月に行われる大陸間プレーオフ (英: FIFA World Cup Qatar 2022 intercontinental play-offs) について述べる。

## 形式
4つの大陸連盟(AFC、CONCACAF、CONMEBOL、OFC)から各1チーム、計4チームが参加。抽選によって2つの対戦カードが組まれる。例年とは異なり中立地での一発勝負で行われ、勝者2チームがワールドカップ本大会への出場権が与えられる。
なおワールドカップ本大会の組み合わせ抽選（4月1日）は大陸間プレーオフの試合よりも前に行われるため、以下の措置が取られた。
- 組み合わせ抽選においては「AFC vs CONMEBOLの勝者」という枠と「CONCACAF vs OFCの勝者」という枠を用意し抽選する。
- 組み合わせ抽選のポット分けは2022年3月31日発表のFIFAランキングによって行うことが原則であるものの、上記の2枠はFIFAランキングに関係なく、最下位のポット4に入るものとした。（同様に出場チームが未定であった「欧州プレーオフA組の勝者」枠についても同様の措置が取られた。）

結果、「AFC vs CONMEBOLの勝者」はグループD（フランス、デンマーク、チュニジアと同組）、「CONCACAF vs OFCの勝者」はグループE（スペイン、ドイツ、日本と同組）にそれぞれ入る事になった。

## 参加チーム
| 連盟                       | 対象    | 決定方式                     | チーム           | FIFA Rank |
| -------------------------- | ------- | ---------------------------- | ---------------- | --------- |
| AFC（アジア）              | 第5代表 | 4次予選（AFCプレーオフ）勝者 | オーストラリア   | 42        |
| CONCACAF（北中米カリブ海） | 第4代表 | 3次予選4位                   | コスタリカ       | 31        |
| CONMEBOL（南米）           | 第5代表 | 予選リーグ5位                | ペルー           | 22        |
| OFC（オセアニア）          | 第1代表 | 2次予選勝者                  | ニュージーランド | 101       |

## 日程・結果
組み合わせ抽選は2021年11月26日にスイスのチューリヒで行われた。
国際サッカー連盟（FIFA）は2022年5月4日、日程並びに試合会場を正式発表した。直前に行われるアジア4次予選（AFCプレーオフ）共々、全試合が本大会の会場の一つであるアフメド・ビン＝アリー・スタジアム（ライヤーン）で行われ、AFC vs CONMEBOLは6月13日に、CONCACAF vs OFCは6月14日に開催される。当初は2022年3月に開催が予定されていたが、COVID-19パンデミックによって引き起こされたFIFAインターナショナルマッチカレンダーの変更により延期となった。

### AFC v CONMEBOL
| チーム #1      | スコア             | チーム #2 |
| -------------- | ------------------ | --------- |
| オーストラリア | 0–0 (延長) (5–4 p) | ペルー    |

| オーストラリア                                                              | 0 - 0 (延長) | ペルー                                                                      |
| --------------------------------------------------------------------------- | ------------ | --------------------------------------------------------------------------- |
|                                                                             | レポート     |                                                                             |
| PK戦                                                                        |              |                                                                             |
| - ボイル - ムーイ - グッドウィン - フルスティッチ - マクラーレン - メイビル | 5 - 4        | - ラパドゥーラ - カジェンス - アドビンクラ - タピア - フローレス - ヴァレラ |

### CONCACAF v OFC
| チーム #1  | スコア | チーム #2        |
| ---------- | ------ | ---------------- |
| コスタリカ | 1 - 0  | ニュージーランド |

| コスタリカ     | 1 - 0    | ニュージーランド |
| -------------- | -------- | ---------------- |
| キャンベル 3分 | レポート |                  |